# Burcot
Burcot är en by i civil parish Clifton Hampden, i distriktet South Oxfordshire, i grevskapet Oxfordshire, i England. Byn är belägen 12 km från Oxford. Burcott var en civil parish 1866–1932 när blev den en del av Clifton Hampden. Civil parish hade 187 invånare år 1931.